# Wellington Phoenix FC
Wellington Phoenix Football Club je profesionální novozélandský fotbalový klub z Wellingtonu, hraje A-League, nejvyšší australskou fotbalovou soutěž. Soutěž hraje od sezóny 2007/08. V sezóně 2023/24 skončil druhý. Své zápasy hraje na Sky Stadium s kapacitou 34 500 míst. Tým má také svůj ženský tým, který hraje League-W, nejvyšší australskou ženskou soutěž.

## Úspěchy
Do založení Auckland FC v roce 2024 šlo o jediný tým v lize, který nezískal žádnou trofej.
- A-League
  - 2. místo: 2023/24
- Challenge Pre-season Cup A-League
  - 2. místo: 2008

## Klubové rekordy

### Hráčské
- Nejvíce ligových zápasů: 273 ( Andrew Durante)
- Nejvíce zápasů v (jedné) sezóně: 31 ( Chris Greenacre v sezóně 2010/11)
- Nejlepší střelec:  Roy Krishna (51 gólů)
- Nejvíce gólů v (jedné) sezóně:  Roy Krishna (18 gólů)

### Klubové
- První ligový zápas: vs Melbourne Victory FC, 26. srpna 2007 (remíza 2:2)
- První gól: vs Melbourne Victory FC, 26. srpna 2007
- První výhra: vs Sydney FC, 14. září 2007 (výhra 2:1)
- Nejvyšší výhra:
  - 6:0 (vs Gold Coast United, 25. října 2009)
  - 8:2 (vs Central Coast Mariners FC, 9. března 2019)
- Nejvyšší prohra:
  - 7:1 (vs Sydney FC, 19. ledna 2013)
  - 6:0 (vs Melbourne City FC, 2. dubna 2022)
- Nejvíce vítězství v řadě: 5 zápasů; 30. ledna 2010 – 7. března 2010
- Nejvíce proher v řadě: 9 zápasů; 20. března 2016 – 31. října 2016
- Nejvyšší počet diváků na domácím utkání: 33 297 (vs Melbourne Victory FC, 18. května 2024)
- Nejnižší diváků na domácím utkání: 3 898 (vs Perth Glory FC, 8. ledna 2012)